# AHICE
AHICE (Art Historian Information from Central Europe) war eine Internet-Plattform mit Informationen über kunstgeschichtliche Ereignisse in Mitteleuropa. Kunstgeschichtlich arbeitende Institutionen konnten bei AHICE kurze Informationen über Ausstellungen, Konferenzen und Publikationen veröffentlichen. Im Jahr 2009 erfolgten 941 Einträge über Ausstellungen, Konferenzen und Publikationen; 180 Institutionen in Polen, Tschechien, Ungarn und der Slowakei beteiligten sich. AHICE war in Mitteleuropa das einzige länderübergreifende Projekt dieser Art. Es wurde Ende 2020 eingestellt.

## Struktur
International und für Polen koordiniert wurde das seit 2004 laufende Projekt vom Internationalen Kulturzentrum (Międzynarodowe Centrum Kultury) in Krakau. Die mährische Galerie in Brno, das kunsthistorische Institut an der Komensky Universität in Bratislava und das Amt für kulturelles Erbe in Budapest waren die jeweiligen Koordinatoren in der Tschechischen Republik, der Slowakei und Ungarn.